# Meinersen
Meinersen település Németországban, azon belül Alsó-Szászország tartományban. Lakosainak száma 8364 fő (2023. december 31.). Meinersen Langlingen, Bröckel, Müden, Leiferde, Hillerse, Edemissen és Uetze községekkel határos.

## Népesség
A település népességének változása:
| Lakosok száma | 8194 | 8235 | 8211 | 4034 | 8151 | 8156 | 8340 | 8364 |
|               | 2014 | 2016 | 2017 | 2018 | 2019 | 2021 | 2022 | 2023 |